# 1482 en littérature
| Années de la littérature : 1479 - 1480 - 1481 - 1482 - 1483 - 1484 - 1485    |
| Décennies de la littérature : 1450 - 1460 - 1470 - 1480 - 1490 - 1500 - 1510 |

Cet article présente les faits marquants de l'année 1482 en littérature.

## Parutions
- Publication de la Théologie platonicienne (1469-1474) de Marsile Ficin, étude sur l’immortalité de l’âme[1].

## Théâtre
- La vie et passion de monseigneur sainct Didier, martir et evesque de Langres, mystère de 10 200 vers de Guillaume Flamang, est joué à Langres par 116 acteurs pendant trois jours[2].

## Naissances
- 23 août : Jo Gwang-jo, philosophe néoconfucianiste coréen (mort en 1519).

## Décès
- Mathieu d'Escouchy, chroniqueur picard (né en 1420).